# Таякаха (провинция)
Таякаха (исп. Tayacaja) — одна из 7 провинций перуанского региона Уанкавелика. Расположена в крайней северной части региона. Столица — город Пампас. Площадь составляет 3371 км²; население — 104 378 человек. Средняя плотность населения −30,96 чел/км².

## Административное деление
В административном отношении делится на 16 районов:
- Пампас
- Акостамбо
- Акракиа
- Ауайча
- Колкабамба
- Даниэль-Эрнандес
- Уачоколпа
- Уарибамба
- Няуимпукио
- Пасос
- Кишуар
- Салкабамба
- Салкауаси
- Сан-Маркос-де-Рокчас
- Суркубамба
- Тинтай-Пунку